# Daniel Fernández Torres
Daniel Fernández Torres (Chicago, 27 de abril de 1964 -) fue el cuarto obispo de la diócesis de Arecibo (Puerto Rico). Su predecesor fue monseñor Iñaki Mallona. Tomó posesión de la sede episcopal el 3 de octubre de 2010.

## Biografía
Nació el 27 de abril de 1964 en Chicago, creció en el municipio Florida y sus padres son Eurípides Fernández y Luz María Torres, sus hermanos son Olvidalia, Doris, Rose Mary, Eurípides y Mirta Helen.

### Estudios
El obispo Daniel cursó el nivel elemental en la Escuela Francisco Frías Morales. Sus grados secundarios los cursó en la intermedia y superior Juan Ponce de León en Florida, Puerto Rico. Obtuvo el título de grado en Ingeniería Industrial en el Recinto Universitario de Mayagüez de la Universidad de Puerto Rico.
Comenzó sus estudios eclesiásticos en el Seminario Jesús Maestro de la Diócesis de  Arecibo, continuándolos en el Seminario Internacional Bidasoa de Pamplona (España) y en la Universidad de Navarra. En 1994 obtuvo el título de grado en Sagrada Teología en la Universidad de Navarra. Ese mismo año fue ordenado diácono. Fue ordenado sacerdote un año más tarde, en 1995, por la imposición de manos de Monseñor Iñaki Mallona, Obispo de Arecibo.
En 1996 fue enviado a continuar sus estudios en la Pontificia Universidad Gregoriana de Roma, donde obtuvo la licenciatura (título equivalente al de máster) en Sagrada Teología, con especialidad en Teología dogmática, en 1998.

### Vida sacerdotal
Fue vicario parroquial de las parroquias San Rafael Arcángel en Quebradillas, Nuestra Señora del Rosario en Vega Baja, Nuestra Señora del Carmen en Hatillo y párroco de Nuestra Señora del Carmen en Arecibo.
Fue Decano de Estudios y profesor de Teología en el Seminario Mayor Regional San Juan Bautista y Rector del Seminario Jesús Maestro en Arecibo.

### Episcopado
El 14 de febrero de 2007 el papa Benedicto XVI lo nombró obispo auxiliar de la arquidiócesis de San Juan.
El 17 de septiembre de 2010 el papa Benedicto XVI lo nombró obispo de Arecibo, en sustitución de Monseñor Iñaki Mallona. El domingo 3 de octubre se celebró la toma de posesión como cuarto obispo de la Diócesis de Arecibo, cuyo quincuagésimo aniversario fue celebrado en abril pasado, en la Catedral San Felipe Apóstol de este pueblo. El 9 de marzo de 2022 fue removido por el papa Francisco.